# 馬替站
馬替站（日语：／ Magae eki */?）是位於石川縣金澤市馬替三丁目，北陸鐵道的石川線車站。車站編號為I07。

## 車站構造
車站是一座地面車站，設有1面1線單式月台。此站是無人車站。曾經準急A列車通過此站。
列車靠近時，往野町方向為左側上落，往鶴來方向為右側上落。
| 路線    | 上下行 | 方向     | 備註     |
| ------- | ------ | -------- | -------- |
| ■石川線 | 上行   | 野町方向 | 左側上落 |
| ■石川線 | 下行   | 鶴來方向 | 右側上落 |

## 歷史
- 1943年2月1日：車站啟用。

## 使用狀況
| 1日上下車人次變化 | 1日上下車人次變化 |
| 年度              | 1日平均人次       |
| ----------------- | ----------------- |
| 2006年            | 282               |
| 2007年            |                   |
| 2008年            |                   |
| 2009年            |                   |
| 2010年            |                   |
| 2011年            | 277               |
| 2012年            | 242               |
| 2013年            | 246               |
| 2014年            | 246               |
| 2015年            | 234               |
| 2016年            | 245               |
| 2017年            | 265               |

## 車站周邊
- 金澤市立扇台小學
- 野野市市立菅原小學
- 南丘醫院
- 縣營菅原住宅
- 縣營額浦之森住宅

## 相鄰車站
北陸鐵道
石川線
野野市工大前（I06）－馬替（I07）－額住宅前（I08）

## 外部連結
- 北陸鐵道馬替站 （页面存档备份，存于）